# Die Frau, nach der man sich sehnt
Die Frau, nach der man sich sehnt ist ein deutscher Spielfilm von Kurt Bernhardt aus dem Jahre 1929. Der Film entstand nach einem Roman von Max Brod.

## Handlung
Die Familie Leblanc ist eine Industriellensippe, die am finanziellen Abgrund steht. Henri Leblanc wurde von der Familie ausersehen, um die Firma der Familie zu retten. Auf seiner Hochzeitsreise mit einer Braut, die er aus geschäftlichen Gründen geheiratet hat, begegnet er Stascha. Henri verliebt sich in die geheimnisvolle Frau, die Schutz bei ihm vor einem gewissen Dr. Karoff sucht. Sie scheint aber kein Geld zu haben und deshalb beschließt Henri, die Familie und Firma sausen zu lassen und mit ihr zu fliehen.
Der Einfluss von Dr. Karoff ist jedoch äußerst intensiv. Stascha und Karoff verbindet das Wissen um ein Verbrechen. Stascha und Henri fliehen, doch Karoff folgt ihnen. Henri informiert die Polizei über die Belästigung durch Karoff. Karoff sieht keinen Ausweg mehr und erschießt Stascha.

## Hintergrund
Der Film Die Frau, nach der man sich sehnt ist der einzige Film mit Marlene Dietrich, der an die späteren Filme erinnert, die sie mit Josef von Sternberg gemacht hat. Die Dreharbeiten fanden im Februar 1929 statt. Der Film erhielt von der deutschen Zensur ein Jugendverbot und erlebte seine Uraufführung am 28. April 1929 in Berlin.

## Kritiken
„Leider ist dieser letzte Film der Morawsky-Produktion der Terra ein richtiger Fehlschlag. Da spielt die kaum entdeckte Marlen[e] Dietrich langweilig und leeräugig; da führt der bestrenommierteste, junge Kurt Bernhardt völlig durchschnittliche Regie und alles wird übertroffen von dem Sujet Max Brods. Diese Menschen sind Papierfiguren, am Schreibtisch aus den behandschuhten Fingern gesogen […].“

„Mein Roman ‚Die Frau, nach der man sich sehnt‘, ist verfilmt und der Film jetzt in Berlin gezeigt worden. Man hat mich vorsichtigerweise zur Premiere nicht eingeladen. Nun lese ich schaudernd in Filmkritiken Berichte über wilde Geschehnisse, die in meinem Roman nicht vorkommen und, was schlimmer ist, seinem Sinn völlig zuwiderlaufen.“

„Sorgfältig gestaltetes Stummfilmmelodram, in dem Marlene Dietrich neben dem genialischen Fritz Kortner erstmals in der Rolle der ‚femme fatale‘ brilliert.“